# Bulgariopsis
Bulgariopsis — рід грибів родини Helotiaceae. Назва вперше опублікована 1902 року.

## Види
База даних Species Fungorum станом на 27.10.2019 налічує 3 види роду Bulgariopsis:
- Bulgariopsis moelleriana Henn., 1902
- Bulgariopsis scutellata Henn., 1902
- Bulgariopsis viridiflava Henn., 1902

'